# Larry Hennessy
Lawrence E. Hennessy, detto Larry (New Rochelle, 20 maggio 1929 – Williamsburg, 20 agosto 2008), è stato un cestista e allenatore di pallacanestro statunitense, professionista nella NBA.

## Carriera
Venne selezionato dai Philadelphia Warriors come scelta territoriale nel Draft NBA 1953.

## Palmarès
- 2 volte NCAA AP All-America Third Team (1952, 1953)
- Campionato NBA: 1

Philadelphia Warriors: 1956
- 2 volte campione EPBL (1958, 1959)
- EPBL Most Valuable Player (1958)